# 流行感冒
『流行感冒』（りゅうこうかんぼう）は、志賀直哉が1919年に発表した小説。
世界的な流行となったスペイン風邪を題材とした作品であり、2019年以降の新型コロナウイルス感染症の流行（コロナ禍）との類似点が多い。
雑誌『白樺』の1919年4月号に「流行感冒と石」のタイトルで掲載され、1922年の『寿々』（改造社）刊行時に「流行感冒」と改題された。

## あらすじ
千葉県我孫子に住む小説家の私は、妻と娘・左枝子、そして「石」と「きみ」という2人の女中と暮らしている。かれは娘の健康に対して過敏である。理由は、左枝子の前の子を病気で亡くしているため。
大正7年（1918年）の秋。流行感冒（スペイン風邪）が流行り感染者が増加する。小学校の運動会で感染者が多く出たという話も聞く。10月中旬のある日、毎年恒例の青年会主催の芝居興行を、女中の石が、人が多く密な状態にもかかわらず見に行ったのでは、という疑念浮上する。彼女は日頃から少し愚鈍に見え、軽率な行為も多い女中だった。私は石ならあり得そうな事だと思い、彼女を問いただすも、石は否定する。しかし、実際には芝居に行ったことがわかり、私は石に暇をやろうとする。けれども、周囲のすすめもあり思いとどまる。
そのうちに、私も家に出入りする植木屋をとおして感染してしまう。そのときに一家のうちでひとり感染をまぬかれた石の働きをみて、あらためて石を出そうとしたことを反省する。そのうちに石には縁談があり、結婚するまで私の家で奉公することになった。

## 評価
歴史家の磯田道史は、著書『感染症の日本史』でこの作品をとりあげ、「読者は、この小説でスペイン風邪に襲われたときの家内のありさまを知り、家族などにどんな注意を与えるべきかなど、実際の感染予防にも役立てることが出来たのではないでしょうか」と評価している
。

## テレビドラマ
NHK BS4Kで2021年3月27日に、NHK BSプレミアムでは4月10日に、NHK総合テレビでは11月6日に放送された日本のテレビドラマ。主演は本木雅弘。

### 登場人物
私
演 - 本木雅弘
主人公の小説家。
春子（はるこ）
演 - 安藤サクラ
主人公の妻。
左枝子（さえこ）
演 - 志水心音
主人公と春子の娘。
石 (いし)
演 - 古川琴音
女中。
きみ
演 - 松田るか
女中。
寅吉（とらきち)
演 - 石橋蓮司
根岸 (ねぎし)
演 - 仲野太賀
- その他 - 池津祥子、石村みか ほか

### スタッフ
- 原作 - 志賀直哉「流行感冒」
- 制作統括 - 松川博敬（NHK）
- 脚本 - 長田育恵
- 演出 - 柳川強

## 関連書籍
- 志賀直哉、正岡容、里見弴『秋』 004巻、ポプラ社〈百年文庫〉、2010年10月13日。ISBN 978-4-591-11886-3。
  - 志賀「流行感冒」、正岡「置土産」、里見「秋日和」の3篇を収録。
- 志賀直哉『小僧の神様 他十篇』岩波書店〈岩波文庫〉、2002年10月16日。ISBN 978-4-003-10462-0。
  - 「流行感冒」を含む11篇の短篇小説を収録。
- 志賀直哉、ほか計8名「流行感冒」『文豪たちのスペイン風邪』紅野謙介 、金貴粉 解説、皓星社〈シリーズ紙礫〉、2021年2月25日。ISBN 978-4-774-40737-1。2021年11月7日閲覧。
  - 「流行感冒」を含む10篇の短篇小説を収録。